# Monaeses guineensis
Monaeses guineensis es una especie de araña cangrejo del género Monaeses, familia Thomisidae. Fue descrita científicamente por Millot en 1942.

## Distribución
Esta especie se encuentra en Guinea.